# Karl Tessen

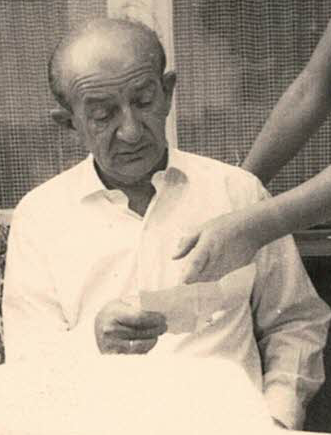
Karl Tessen, 1963

Karl Joachim Friedrich Tessen (* 15. März 1900 in Berlin; † 4. Februar 1965 in Hohen Neuendorf) war ein deutscher Politiker (SPD, SED) und Gewerkschafter (DMV). Vor 1933 war er Betriebsratsvorsitzender bei den Bergmann Elektrizitätswerken in Berlin. In der SBZ und DDR war er als SED-Funktionär in leitenden Positionen der öffentlichen Verwaltung tätig – unter anderem war er der letzte Landrat des Landkreises Oberbarnim und Mitarbeiter des Ministerrates der DDR.

## Leben
Karl Tessen wurde als Sohn der Schneiderin Berta Tessen, geborene Tamm, und des Kellners und Geschäftsführers einer Holzfirma Carl Tessen in Berlin-Mitte geboren. Er schloss 1918 eine Lehre als Dreher bei Carl Hasse & Wrede in Berlin ab und war dann als Facharbeiter in verschiedenen Städten Deutschlands tätig, bevor er 1926 bei den Bergmann Elektrizitätswerken in Berlin-Wedding (heute Osram-Höfe) anfing. Nach der Auflösung des Werkes 1932 arbeitete er bei derselben Firma im Werk Berlin-Wilhelmsruh weiter.
Er schloss sich der Arbeiterbewegung an. Ab 1922 bis zum Verbot der Partei im Jahr 1933 war er politisch in der SPD aktiv, übte in Berlin die Funktion eines Kassierers aus. 1918 wurde er Mitglied, später Funktionär des Deutschen Metallarbeiter-Verbandes (DMV), der 1933 zwangsweise aufgelöst wurde. Innerhalb des DMV übernahm Tessen mehrere Funktionen auf lokaler Ebene in Berlin. Vor 1933 war er einige Jahre Betriebsratsvorsitzender bei der Firma Bergmann. Nach der „Machtergreifung“ verhinderte das Eintreten seiner Kollegen, dass er 1933 entlassen wurde.
Tessen arbeitete im nationalsozialistischen Deutschland illegal in der Berliner Gewerkschaftsbewegung, bis im Jahr 1938 durch seinen Umzug nach Hohen Neuendorf sämtliche Verbindungen abrissen.
Er beteiligte sich an der Verbreitung der Untergrundzeitung Der Metallarbeiter und von Flugblättern. Der überparteilich zusammengesetzte gewerkschaftliche Metallarbeiter-Widerstandskreis, in dem er mitwirkte, hatte sich auf Initiative von Mitgliedern der KPD-O gebildet. Tessen stand mit der Gruppe um Willi Bölke in Verbindung.
1938 folgte er der dringenden Empfehlung des damaligen Direktors der Bergmann Elektrizitätswerke, Ludwig Schulte-Kump, und siedelte mit seiner Familie von Berlin, wo sie zuletzt in der Wohnstadt Carl Legien wohnten, nach Hohen Neuendorf über, um sich vor Verfolgungen durch die Gestapo besser schützen zu können. Tessen wurde nicht für die Wehrmacht freigestellt und arbeitete bis Kriegsende bei Bergmann. Er und andere brachten sowjetischen Kriegsgefangenen, die dort in der Panzerrohrabteilung arbeiten mussten, heimlich Essen. In der Endphase des Krieges (1944–1945) beteiligte er sich an illegaler Flugblattverteilung.
Bei Kriegsende hielt sich Tessen in Hohen Neuendorf auf und war im April 1945 an den Maßnahmen zur kampflosen Übergabe des Ortes einer dort aktiven Widerstandsgruppe beteiligt. Tessen hatte mit einem Teil der Gruppe die Aufgabe, den Volkssturm zu bewegen, die Waffen niederzulegen und die Panzersperren zu öffnen. Nach dem Einrücken der Roten Armee stellte er sich sofort der neu eingesetzten Gemeindeverwaltung zur Verfügung, arbeitete erst als Kolonnenführer (Transportkolonnen für die Lebensmittelversorgung), bis er zur direkten Verwaltungsarbeit herangezogen wurde und die Leitung der Gewerbeabteilung übernahm. Im Januar 1946 wurde er dann Leiter der Abteilung Handel und Versorgung.
Nach dem Ende des Zweiten Weltkrieges engagierte sich Tessen bei der Neugründung der Parteien wieder in der SPD, dann SED. Er trug sich auch als Kandidat für den Eintritt in die KPD ein, wurde aber Mitglied der SPD, um sich, wie er selbst angab, für den Zusammenschluss von KPD und SPD einzusetzen. Zunächst wurde er zweiter Ortsvorsitzender der SPD, später Ortsvorsitzender der SED. Er gehörte einem in Hohen Neuendorf von Mitgliedern der KPD, SPD und LDPD gebildeten Antifa-Ausschuss an. Er war Mitglied der Kommission der Gemeinde Hohen Neuendorf für die Bodenreform. Er wurde Mitglied des Kulturbundes, des FDGB und der Gesellschaft für Deutsch-Sowjetische Freundschaft.
1946 wurde Tessen durch die Sowjetische Militäradministration (SMAD) und SED zum Bürgermeister von Hohen Neuendorf bestellt. Er löste Ernst Nowacki (KPD) ab. Kurt Noack (KPD, SED) wurde sein Stellvertreter. Nachdem die LDPD bei der Gemeindewahl im selben Jahr die Mehrheit der Stimmen erhalten hatte, wurde Walter Pott Bürgermeister und Tessen war bis 1949 stellvertretender Bürgermeister (besoldeter Gemeinderat) sowie bis 1948 Amtsvorsteher des Amtsbezirkes Hohen Neuendorf.
1946 wurde Tessen als Kreistagsabgeordneter gewählt und saß bis 1950 als SED-Fraktionsvorsitzender im Kreistag Niederbarnim. 1948 besuchte er die Kreisparteischule. 1949 wurde er im Landkreis Niederbarnim Zweiter Sekretär der SED-Kreisleitung und Leiter der Abteilung Organisation, vorher schon Leiter der Abteilung Personal KWU. Er absolvierte einen zentralen Sonderlehrgang der SED und belegte ein Fernstudium an der Deutschen Verwaltungsakademie (DVA) Forst Zinna.
Tessen wurde Anfang 1949 vom sowjetischen NKWD verhaftet, nach zwei Monaten aus der Haft entlassen und wieder in seinen früheren Funktionen eingesetzt. Seine Tochter Waltraud Tessen hatte die Haftentlassung bei den sowjetischen Behörden durchgesetzt. Über die genauen Umstände seiner Verhaftung ist nur bekannt, dass er „als Opfer einer Denunziation völlig gerechtfertigt“  aus der Untersuchung hervorgegangen sein soll.

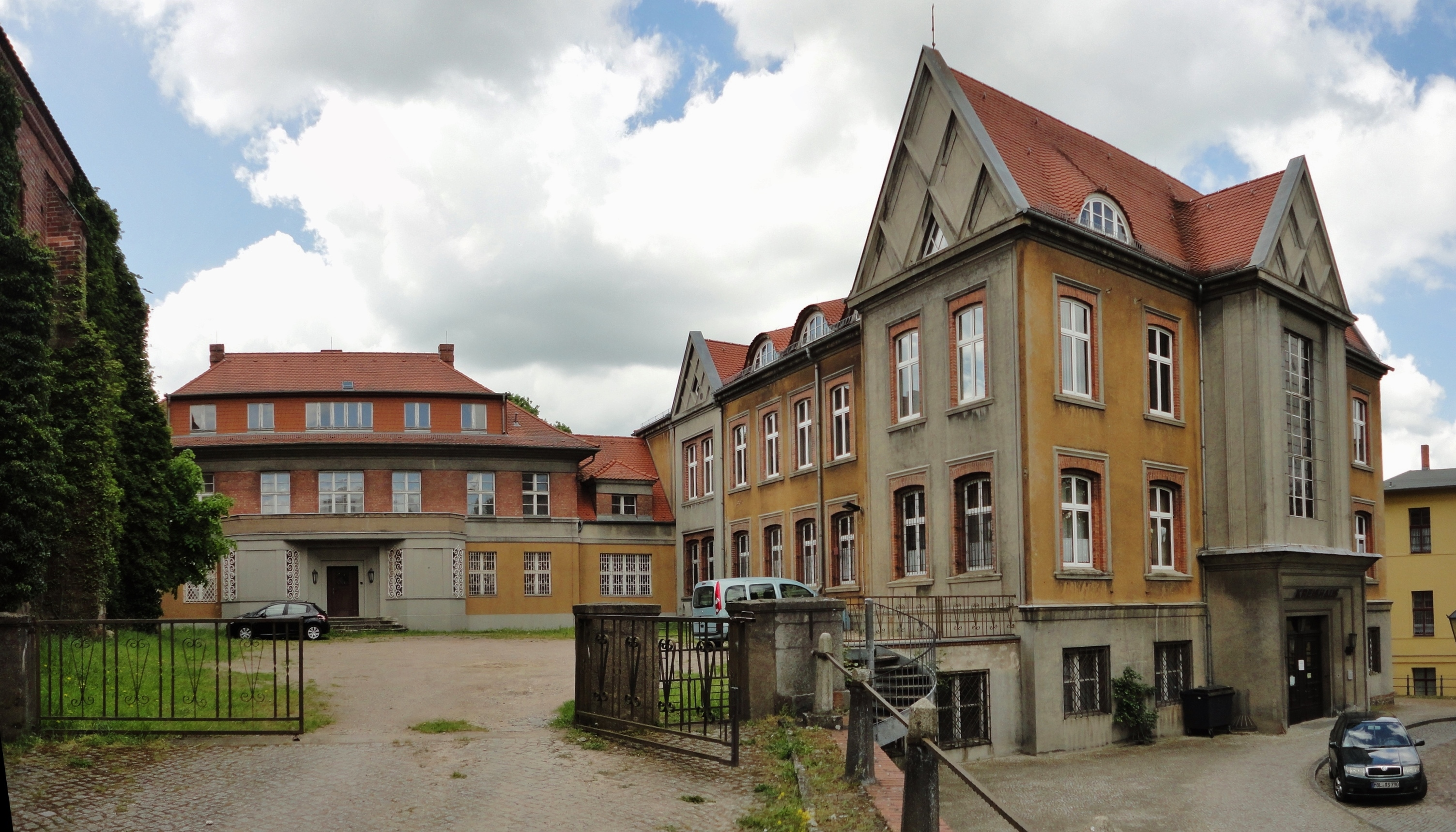
Ehemaliges Kreishaus mit Landratsvilla in Bad Freienwalde

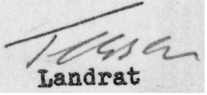
Unterschrift Tessens

Nach der Kommunalwahl am 15. Oktober 1950 wurde Tessen im Dezember 1950 zum Landrat des Landkreises Oberbarnim gewählt. Er blieb Landrat von Oberbarnim mit Sitz in Bad Freienwalde, bis der Landkreis 1952 im Zuge der Verwaltungsreform aufgelöst wurde. Anschließend, 1952 bis 1954, übernahm er den neugebildeten Kreis Eberswalde als Vorsitzender des Rates des Kreises. Laut einer Beurteilung sei Tessen als Landrat um einen engen Kontakt zur Bevölkerung bemüht gewesen und habe häufig Bauernberatungen durchgeführt. 1951 lud er dazu den Ministerpräsidenten der DDR, Otto Grotewohl, ein.
Von 1954 bis 1956 war Tessen Mitglied des Rates des Bezirkes Frankfurt (Oder) und leitete die Fachabteilung Staatssekretariat für Innere Angelegenheiten der Bezirksverwaltung, umbenannt in Abteilung Innere Angelegenheiten des Rates des Bezirkes.
Danach war er Mitarbeiter des Ministerrates der DDR, war dort zunächst als Hauptreferent und dann als Sektorenleiter (= Unterabteilungsleiter) im Staatssekretariat für Angelegenheiten der örtlichen Räte und zuletzt im Sekretariat des Ministerrates tätig.
Er starb 1965.

## Familie
Karl Tessen war seit 1927 mit der aus Berlin-Gesundbrunnen stammenden Frieda Erna Meffert (* 1905; † 1992) verheiratet. Ihre gemeinsame Tochter war die Wirtschaftswissenschaftlerin Waltraud Falk.

## Auszeichnungen
- Vaterländischer Verdienstorden in Bronze[20]